# Limosina paramoesta
Limosina paramoesta är en tvåvingeart som först beskrevs av Oswald Duda 1925.  Limosina paramoesta ingår i släktet Limosina och familjen hoppflugor. Inga underarter finns listade i Catalogue of Life.